# Cerkev sv. Martina, Kobilje
Cerkev sv. Martina stoji v prekmurski Občini Kobilje in istoimenski župniji. Cerkev stoji v naselja ob Kobiljanskem potoku v senci mogočnega breka (Sorbus torminalis),  ki je največje in najstarejše drevo svoje vrste v Sloveniji, saj raste tu že od 17. stoletja naprej. 

## Nastanek cerkve
V današnji obliki je cerkev nastala leta 1924. Dela na njej je vodil zidarski mojster Jandl iz Ljutomera. Cerkev sv. Martina je blagoslovil škofov pooblaščenec leta 1925, na martinovo nedeljo. 
Namestili so tudi novi zvon, ki so ga nabavili v Ljubljani, poleg njega pa so namestili manjšega, ki je bil ulit v Szombathelyju leta 1851. Namestitev zvonov so počastili z veliko slovestnostjo.   
Istega leta so dobili tudi nov oltar. Naročen je bil pri mariborskem podobarju Antonu Zorattiju. Pred šestimi leti je oltar obnovil in na novo pozlatil Günter Novak.

## Notranjost in zunanjost cerkve
Največji okras cerkve so vsekakor barvasta okna po načrtih Staneta Kregarja. Postavili so osem oken. 
V oknih so upodobljeni:
- sveta  brata Ciril in Metod,
- na severni strani Frančišek Asiški, Slomšek in Janez Evangelist.
- Na južni strani pa Ema Krška, Avguštin škof.
- Nad stranskimi vrati pa je madžarski kralj Sveti Štefan.

Novembra leta 1994 sta cerkev in župnišče dobila centralno ogrevanje. 
Pomemben je tudi križ pri cerkvi. V plošči pod Marijo je napis v madžarščini. Zraven je kamnita plošča s prevodom napisa v slovenskem jeziku: Postavilo društvo kobiljanskih gozdarjev v čast Kristusa in njegove Matere Marije, leta 1908.
23. aprila 2006 je pomožni škof Jožef Smej blagoslovil nove klasične mehanske orgle, ki  so bile izdelane v orglarski delavnici v Hočah pri Mariboru, pod vodstvom inž. Braneta Koširja. Gre za dvo-manualne orgle z 12 registri in 753 piščali.

## Arhitektura
Cerkev iz 1926 sestavljajo stolp, z dvokapnico krita ladja, 5/8 zaključen prezbiterij in lopa. Zunanjščina je členjena le z vertikalnimi oprogami in pravokotnimi ter polkrožnimi okni. Cerkev stoji v jedru naselja ob Kobljanskem potoku.